# Genius.com

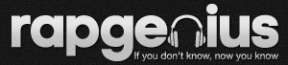
Früheres Logo von Rap Genius

Genius (früher Rap Genius) ist eine Online-Wissensdatenbank. Die Seite ermöglicht es Benutzern, Anmerkungen und Interpretationen zu Songtexten, aber auch News, Poesie, politischen Reden und anderen Textformen zu erstellen. Bei der Gründung 2009 lag der Fokus auf Rap-Musik. 2014 vergrößerte sich die Seite und ermöglichte es, Anmerkungen auf anderen Websites einzubetten. Im selben Jahr wurde eine iPhone-App veröffentlicht. Im Juli 2014 änderte die Seite ihren Namen von Rap Genius zu Genius.

## Aufbau der Seite
Nutzern der Seite ist es möglich, alle Arten von Texten, aber vor allem Songtexte, einzureichen und zu erklären. Bestimmte Passagen können angeklickt werden und offenbaren nach dem Anklicken Erklärungen, Interpretationen oder Bilder, die zum Thema passen. Genius funktioniert nach dem Wiki-Prinzip. Das Motto der Seite ist „Annotate the world“ („versieh die Welt mit Anmerkungen“).

## Entstehungsgeschichte
Genius (früher Rap Genius) wurde im Oktober 2009 von drei US-amerikanischen Studenten, die sich durch ihr Bachelorjahr an der Yale University kannten, zunächst unter dem Namen Rap Exegesis erstellt. Es stellte sich aber heraus, dass der Name für viele schlecht zu buchstabieren war und so änderte man drei Monate später in Rap Genius. Die eigentliche Idee für die Website hatten Tom Lehman und Mahbod Moghadam, als Lehman Moghadam nach der Bedeutung eines Cam’ron-Textes fragte. Lehman baute die erste Version der Website und Moghadam, ein Stanford-Absolvent von 2008, entschied, die Idee als Geschäftsmodell zu verfolgen. Lehman, der Programmierer der Website, und Ilan Zechory schlossen sich ihm bald an und setzten die Idee um.

## Rezeption
Die Website wurde auf zahlreichen Blogs und Websites, einschließlich der Huffington Post und AOL News verlinkt und zumeist positiv rezipiert. Im Januar 2015 erreichte Genius den Zugriff von 30 Millionen einzelnen Benutzern pro Monat.

## Deutsche Seite
Neben der ursprünglich englischsprachigen Website gibt es mit Genius Deutschland auch eine deutsche Portal-Seite, die einen Einstieg in den deutschsprachigen Teil der Seite ermöglichen soll. Die Website enthält auch einen Blog und eine Funktion namens „Rap Map“, in der mithilfe von Google Maps die Orte gezeigt werden, die in den Liedern vorkommen. Die Seite wird überwiegend von freiwilligen Transkribierern auf dem Laufenden gehalten. Seit Oktober 2016 gibt es neben Genius Deutschland auch Genius Österreich.